# Eyalato de Erzurum
El eyalato de Erzurum (en turco otomano: ایالت ارضروم; Eyālet-i Erżurūm‎) fue un eyalato del Imperio otomano. Fue establecido después de la conquista de Armenia occidental. Su área reportada en el siglo XIX era de 11 463 millas cuadradas (29 689,2 km²).

## Historia
El eyalato se estableció en 1533. A principios del siglo XVII, el eyalato fue amenazado por Irán y la revuelta del gobernador de la provincia Abaza Mehmed Pasha. Esta revuelta se combinó con las revueltas de Jelali (el levantamiento de los mosqueteros provinciales llamados Celali), respaldado por Irán y que duró hasta 1628. 
Fue una de las primeras provincias otomanas en convertirse en valiato después de una reforma administrativa en 1865, y en 1867 se había reformado en el valiato de Erzurum.

## Gobernadores
- Köprülü Fazil Ahmed (1659-1660)[6]

## Divisiones administrativas
| Sanjacados de Erzurum en el siglo XVII: 1. Sanjacado de Kara-hisar (Şebinkarahisar) 2. Sanjacado de Keifi (Kiğı, Akiı) 3. Sanjacado de Pasin 4. Sanjacado de Ispir 5. Sanjacado de Khanis (Hınıs) 6. Sanjak de Malazgir 7. Sanjacado de Hınıs # Sanjacado de Kuzudjan (Pülümür) 8. Sanjacado de Turtum 9. Sanjacado de Lejengerd (Mijingerd, Mujtekerd, İnkaya) 10. Sanjacado de Mamar (Mamahar, Karababa) 11. Sanjacado de Erzurum, la sede del Pasha | Sanjacados a principios del siglo XIX: 1. Sanjacado de Erzurum 2. Sanjacado de Kamakh (Kemah) 3. Sanjacado de Maden 4. Sanjacado de Erzincan 5. Sanjacado de Şebinkarahisar 6. Sanjacado de Gümüşhane |